# Puchar Świata w biathlonie 1987/1988
Puchar Świata w biathlonie 1987/1988 to 11. sezon w historii tej dyscypliny sportu. Pierwsze zawody odbyły się 17 grudnia 1987 r. w austriackim Hochfilzen, zaś sezon zakończył się 20 marca 1988 w fińskim Jyväskylä. Najważniejszą imprezą sezonu były igrzyska olimpijskie w Calgary (startowali tylko mężczyźni) oraz mistrzostwa świata w Chamonix (zorganizowane ponieważ biathlon kobiecy nie znalazł się w programie ZIO).
Wśród panów triumf odniósł Fritz Fischer z RFN. Drugi w klasyfikacji był Norweg Eirik Kvalfoss, a trzecie miejsce zajął reprezentant Włoch Johann Passler. W Pucharze Narodów triumfowali zawodnicy RFN.
Klasyfikację generalną pań wygrała Norweżka Anne Elvebakk, która wyprzedziła swoją rodaczkę Elin Kristiansen i Nadeżdę Aleksiewą z Bułgarii. 

## Kalendarz
- Hochfilzen – 17 - 20 grudnia 1987
- Anterselva – 21 - 24 stycznia 1988
- Ruhpolding – 28 - 31 stycznia 1988
- Chamonix – 18 - 20 lutego 1988 (MŚ - tylko kobiety)
- Calgary – 20 - 26 lutego 1988 (ZIO - tylko mężczyźni)
- Holmenkollen – 11 - 13 marca 1988
- Keuruu – 15 marca 1988
- Jyväskylä – 17 - 20 marca 1988

## Mężczyźni

### Wyniki
| 1. Hochfilzen, 17.12.1987 – 20.12.1987 | 1. Hochfilzen, 17.12.1987 – 20.12.1987 | 1. Hochfilzen, 17.12.1987 – 20.12.1987 | 1. Hochfilzen, 17.12.1987 – 20.12.1987 | 1. Hochfilzen, 17.12.1987 – 20.12.1987 |
| Data                                   | Konkurencja                            | miejsce                                | miejsce                                | miejsce                                |
| -------------------------------------- | -------------------------------------- | -------------------------------------- | -------------------------------------- | -------------------------------------- |
| 17 grudnia 1987                        | Bieg indywidualny (20 km)              | Fritz Fischer                          | Aleksandr Popow                        | Johann Passler                         |
| 19 grudnia 1987                        | Sprint (10 km)                         |                                        | zawody przeniesione do Keuruu          |                                        |
| 20 grudnia 1987                        | Sztafeta (4 × 7,5 km)                  |                                        | zawody odwołane                        |                                        |

| 2. Anterselva, 21.1.1988 – 24.1.1988 | 2. Anterselva, 21.1.1988 – 24.1.1988 | 2. Anterselva, 21.1.1988 – 24.1.1988                                     | 2. Anterselva, 21.1.1988 – 24.1.1988                           | 2. Anterselva, 21.1.1988 – 24.1.1988                                    |
| Data                                 | Konkurencja                          | miejsce                                                                  | miejsce                                                        | miejsce                                                                 |
| ------------------------------------ | ------------------------------------ | ------------------------------------------------------------------------ | -------------------------------------------------------------- | ----------------------------------------------------------------------- |
| 21 stycznia 1988                     | Bieg indywidualny (20 km)            | Frank-Peter Roetsch                                                      | Eirik Kvalfoss                                                 | Andreas Zingerle                                                        |
| 23 stycznia 1988                     | Sprint (10 km)                       | Johann Passler                                                           | Fritz Fischer                                                  | Hervé Flandin                                                           |
| 24 stycznia 1988                     | Sztafeta (4 × 7,5 km)                | NRD I Frank Luck · Frank-Peter Roetsch · Matthias Jacob · André Sehmisch | NRD II Jürgen Wirth · Raik Dittrich · Birk Anders · Maik Dietz | Norwegia Geir Einang · Frode Løberg · Sylfest Glimsdal · Eirik Kvalfoss |

| 3. Ruhpolding, 28.1.1988 – 31.1.1988 | 3. Ruhpolding, 28.1.1988 – 31.1.1988 | 3. Ruhpolding, 28.1.1988 – 31.1.1988                           | 3. Ruhpolding, 28.1.1988 – 31.1.1988                                           | 3. Ruhpolding, 28.1.1988 – 31.1.1988                                           |
| Data                                 | Konkurencja                          | miejsce                                                        | miejsce                                                                        | miejsce                                                                        |
| ------------------------------------ | ------------------------------------ | -------------------------------------------------------------- | ------------------------------------------------------------------------------ | ------------------------------------------------------------------------------ |
| 28 stycznia 1988                     | Bieg indywidualny (20 km)            | Ernst Reiter                                                   | Andreas Zingerle                                                               | Jan Matouš                                                                     |
| 30 stycznia 1988                     | Sprint (10 km)                       | Stefan Höck                                                    | Johann Passler                                                                 | Peter Angerer                                                                  |
| 31 stycznia 1988                     | Sztafeta (4 × 7,5 km)                | RFN Ernst Reiter · Stefan Höck · Peter Angerer · Fritz Fischer | Czechosłowacja Jaromír Šimůnek · František Chládek · Jiří Holubec · Jan Matouš | Stany Zjednoczone Josh Thompson · Curt Schreiner · Darin Binning · Lyle Nelson |

| Igrzyska olimpijskie Calgary, 20.2.1988 – 26.2.1988 | Igrzyska olimpijskie Calgary, 20.2.1988 – 26.2.1988 | Igrzyska olimpijskie Calgary, 20.2.1988 – 26.2.1988                               | Igrzyska olimpijskie Calgary, 20.2.1988 – 26.2.1988            | Igrzyska olimpijskie Calgary, 20.2.1988 – 26.2.1988                        |
| Data                                                | Konkurencja                                         | miejsce                                                                           | miejsce                                                        | miejsce                                                                    |
| --------------------------------------------------- | --------------------------------------------------- | --------------------------------------------------------------------------------- | -------------------------------------------------------------- | -------------------------------------------------------------------------- |
| 20 lutego 1988                                      | Bieg indywidualny (20 km)                           | Frank-Peter Roetsch                                                               | Walerij Miedwiedcew                                            | Johann Passler                                                             |
| 23 lutego 1988                                      | Sprint (10 km)                                      | Frank-Peter Roetsch                                                               | Walerij Miedwiedcew                                            | Siergiej Czepikow                                                          |
| 26 lutego 1988                                      | Sztafeta (4 × 7,5 km)                               | ZSRR Dmitrij Wasiljew · Siergiej Czepikow · Aleksandr Popow · Walerij Miedwiedcew | RFN Ernst Reiter · Stefan Höck · Fritz Fischer · Peter Angerer | Włochy Werner Kiem · Gottlieb Taschler · Johann Passler · Andreas Zingerle |

| 5. Holmenkollen, 11.3.1988 – 13.3.1988 | 5. Holmenkollen, 11.3.1988 – 13.3.1988 | 5. Holmenkollen, 11.3.1988 – 13.3.1988                             | 5. Holmenkollen, 11.3.1988 – 13.3.1988                               | 5. Holmenkollen, 11.3.1988 – 13.3.1988                                 |
| Data                                   | Konkurencja                            | miejsce                                                            | miejsce                                                              | miejsce                                                                |
| -------------------------------------- | -------------------------------------- | ------------------------------------------------------------------ | -------------------------------------------------------------------- | ---------------------------------------------------------------------- |
| 11 marca 1988                          | Bieg indywidualny (20 km)              | Gisle Fenne                                                        | Siergiej Antonow                                                     | Andreas Zingerle                                                       |
| 12 marca 1988                          | Sprint (10 km)                         | Frank-Peter Roetsch                                                | Peter Angerer                                                        | Geir Einang                                                            |
| 13 marca 1988                          | Sztafeta (4 × 7,5 km)                  | Norwegia Geir Einang · Gisle Fenne · Frode Løberg · Eirik Kvalfoss | RFN Franz Wudy · Stefan Höck · Peter Angerer · Herbert Fritzenwenger | NRD I Frank Luck · Frank-Peter Roetsch · Jürgen Wirth · André Sehmisch |

| 6. Keuruu, 15.3.1988 | 6. Keuruu, 15.3.1988 | 6. Keuruu, 15.3.1988 | 6. Keuruu, 15.3.1988 | 6. Keuruu, 15.3.1988 |
| Data                 | Konkurencja          | miejsce              | miejsce              | miejsce              |
| -------------------- | -------------------- | -------------------- | -------------------- | -------------------- |
| 15 marca 1988        | Sprint (10 km)       | Eirik Kvalfoss       | Władimir Draczow     | Fritz Fischer        |

| 7. Jyväskylä, 17.3.1988 – 20.3.1988 | 7. Jyväskylä, 17.3.1988 – 20.3.1988 | 7. Jyväskylä, 17.3.1988 – 20.3.1988                                  | 7. Jyväskylä, 17.3.1988 – 20.3.1988                                     | 7. Jyväskylä, 17.3.1988 – 20.3.1988                                            |
| Data                                | Konkurencja                         | miejsce                                                              | miejsce                                                                 | miejsce                                                                        |
| ----------------------------------- | ----------------------------------- | -------------------------------------------------------------------- | ----------------------------------------------------------------------- | ------------------------------------------------------------------------------ |
| 17 marca 1988                       | Bieg indywidualny (20 km)           | Eirik Kvalfoss                                                       | Siergiej Antonow                                                        | Alfred Eder                                                                    |
| 19 marca 1988                       | Sprint (10 km)                      | Franz Schuler                                                        | Eirik Kvalfoss                                                          | Alfred Eder                                                                    |
| 20 marca 1988                       | Sztafeta (4 × 7,5 km)               | RFN Franz Wudy · Stefan Höck · Georg Fischer · Herbert Fritzenwenger | Norwegia Frode Løberg · Gisle Fenne · Sylfest Glimsdal · Eirik Kvalfoss | ZSRR Nikołaj Charitonow · Andriej Niepiein · Leonid Riezcow · Siergiej Antonow |

### Klasyfikacje
| Miejsce | Zawodnik            | Punkty |
| ------- | ------------------- | ------ |
| 1.      | Fritz Fischer       | 171    |
| 2.      | Eirik Kvalfoss      | 167    |
| 3.      | Johann Passler      | 160    |
| 4.      | Peter Angerer       | 151    |
| 5.      | Andreas Zingerle    | 148    |
| 6.      | Jan Matouš          | 147    |
| 7.      | Tapio Piipponen     | 146    |
| 8.      | Frank-Peter Roetsch | 142    |
| 9.      | Gisle Fenne         | 125    |
| 10.     | Siergiej Antonow    | 121    |

| Miejsce | Zawodnik              | Punkty |
| ------- | --------------------- | ------ |
| 11.     | Alfred Eder           | 115    |
| 12.     | Stefan Höck           | 114    |
| 13.     | Herbert Fritzenwenger | 111    |
| 14.     | Franz Wudy            | 103    |
| 15.     | Ernst Reiter          | 99     |
| 16.     | Josh Thompson         | 95     |
| 17.     | Francis Mougel        | 73     |
| 18.     | Leonid Riezcow        | 67     |
| 19.     | Władimir Draczow      | 64     |
| 20.     | Frode Løberg          | 63     |

## Kobiety

### Wyniki
| 1. Hochfilzen, 17.12.1987 – 20.12.1987 | 1. Hochfilzen, 17.12.1987 – 20.12.1987 | 1. Hochfilzen, 17.12.1987 – 20.12.1987 | 1. Hochfilzen, 17.12.1987 – 20.12.1987 | 1. Hochfilzen, 17.12.1987 – 20.12.1987 |
| Data                                   | Konkurencja                            | miejsce                                | miejsce                                | miejsce                                |
| -------------------------------------- | -------------------------------------- | -------------------------------------- | -------------------------------------- | -------------------------------------- |
| 17 grudnia 1987                        | Bieg indywidualny (15 km)              | Anne Elvebakk                          | Eva Korpela                            | Siri Grundnes                          |
| 19 grudnia 1987                        | Sprint (7,5 km)                        |                                        | zawodu przeniesione do Keuruu          |                                        |
| 20 grudnia 1987                        | Sztafeta (3 × 7,5 km)                  |                                        | zawody odwołane                        |                                        |

| 2. Anterselva, 21.1.1988 – 24.1.1988 | 2. Anterselva, 21.1.1988 – 24.1.1988 | 2. Anterselva, 21.1.1988 – 24.1.1988                                      | 2. Anterselva, 21.1.1988 – 24.1.1988                          | 2. Anterselva, 21.1.1988 – 24.1.1988             |
| Data                                 | Konkurencja                          | miejsce                                                                   | miejsce                                                       | miejsce                                          |
| ------------------------------------ | ------------------------------------ | ------------------------------------------------------------------------- | ------------------------------------------------------------- | ------------------------------------------------ |
| 21 stycznia 1988                     | Bieg indywidualny (15 km)            | Elin Kristiansen                                                          | Nadeżda Aleksiewa                                             | Marie-Pierre Baby                                |
| 23 stycznia 1988                     | Sprint (7,5 km)                      | Iwa Szkodrewa                                                             | Anne Elvebakk                                                 | Martina Stede                                    |
| 24 stycznia 1988                     | Sztafeta (3 × 7,5 km)                | Stany Zjednoczone Nancy Bell-Johnstone · Pam Nordheim · Patrice Jankowski | Bułgaria Cwetana Krastewa · Iwa Szkodrewa · Nadeżda Aleksiewa | RFN Martina Stede · Dorina Pieper · Petra Schaaf |

| 3. Ruhpolding, 28.1.1988 – 31.1.1988 | 3. Ruhpolding, 28.1.1988 – 31.1.1988 | 3. Ruhpolding, 28.1.1988 – 31.1.1988                            | 3. Ruhpolding, 28.1.1988 – 31.1.1988           | 3. Ruhpolding, 28.1.1988 – 31.1.1988                         |
| Data                                 | Konkurencja                          | miejsce                                                         | miejsce                                        | miejsce                                                      |
| ------------------------------------ | ------------------------------------ | --------------------------------------------------------------- | ---------------------------------------------- | ------------------------------------------------------------ |
| 26 stycznia 1988                     | Bieg indywidualny (15 km)            | Iwa Szkodrewa                                                   | Petra Schaaf                                   | Inga Kesper                                                  |
| 28 stycznia 1988                     | Sprint (7,5 km)                      | Cwetana Krastewa                                                | Petra Schaaf                                   | Marija Manołowa                                              |
| 29 stycznia 1988                     | Sztafeta (3 × 7,5 km)                | Bułgaria Cwetana Krastewa · Marija Manołowa · Nadeżda Aleksiewa | RFN Martina Stede · Inga Kesper · Petra Schaaf | Stany Zjednoczone Mary Ostergren · Joan Smith · Julie Newman |

| Mistrzostwa świata Chamonix, 18.2.1988 – 20.2.1988 | Mistrzostwa świata Chamonix, 18.2.1988 – 20.2.1988 | Mistrzostwa świata Chamonix, 18.2.1988 – 20.2.1988        | Mistrzostwa świata Chamonix, 18.2.1988 – 20.2.1988        | Mistrzostwa świata Chamonix, 18.2.1988 – 20.2.1988      |
| Data                                               | Konkurencja                                        | miejsce                                                   | miejsce                                                   | miejsce                                                 |
| -------------------------------------------------- | -------------------------------------------------- | --------------------------------------------------------- | --------------------------------------------------------- | ------------------------------------------------------- |
| 18 lutego 1988                                     | Sprint (7,5 km)                                    | Petra Schaaf                                              | Eva Korpela                                               | Anne Elvebakk                                           |
| 19 lutego 1988                                     | Sztafeta (3 × 7,5 km)                              | ZSRR Jelena Gołowina · Kaija Parve · Wieniera Czernyszowa | Norwegia Elin Kristiansen · Mona Bollerud · Anne Elvebakk | Szwecja Inger Björkbom · Sabiene Karlsson · Eva Korpela |
| 20 lutego 1988                                     | Bieg indywidualny (15 km)                          | Anne Elvebakk                                             | Elin Kristiansen                                          | Wieniera Czernyszowa                                    |

| 5. Holmenkollen, 11.3.1988 – 14.3.1988 | 5. Holmenkollen, 11.3.1988 – 14.3.1988 | 5. Holmenkollen, 11.3.1988 – 14.3.1988                        | 5. Holmenkollen, 11.3.1988 – 14.3.1988                    | 5. Holmenkollen, 11.3.1988 – 14.3.1988                         |
| Data                                   | Konkurencja                            | miejsce                                                       | miejsce                                                   | miejsce                                                        |
| -------------------------------------- | -------------------------------------- | ------------------------------------------------------------- | --------------------------------------------------------- | -------------------------------------------------------------- |
| 11 marca 1988                          | Bieg indywidualny (15 km)              | Elin Kristiansen                                              | Nadeżda Aleksiewa                                         | Helga Øvsthus                                                  |
| 13 marca 1988                          | Sprint (7,5 km)                        | Mona Bollerud                                                 | Anne Elvebakk                                             | Elin Kristiansen                                               |
| 14 marca 1988                          | Sztafeta (3 × 7,5 km)                  | Bułgaria Cwetana Krastewa · Iwa Szkodrewa · Nadeżda Aleksiewa | Norwegia Elin Kristiansen · Anne Elvebakk · Mona Bollerud | Finlandia Katri Toumaalia · Taina Murtomäki · Seija Hyytiäinen |

| 5. Keuruu, 15.3.1988 | 5. Keuruu, 15.3.1988 | 5. Keuruu, 15.3.1988 | 5. Keuruu, 15.3.1988 | 5. Keuruu, 15.3.1988 |
| Data                 | Konkurencja          | miejsce              | miejsce              | miejsce              |
| -------------------- | -------------------- | -------------------- | -------------------- | -------------------- |
| 15 marca 1988        | Sprint (7,5 km)      | Synnøve Thoresen     | Nadeżda Aleksiewa    | Tuija Vuoksiala      |

| 6. Jyväskylä, 18.3.1988 – 20.3.1988 | 6. Jyväskylä, 18.3.1988 – 20.3.1988 | 6. Jyväskylä, 18.3.1988 – 20.3.1988                          | 6. Jyväskylä, 18.3.1988 – 20.3.1988                           | 6. Jyväskylä, 18.3.1988 – 20.3.1988            |
| Data                                | Konkurencja                         | miejsce                                                      | miejsce                                                       | miejsce                                        |
| ----------------------------------- | ----------------------------------- | ------------------------------------------------------------ | ------------------------------------------------------------- | ---------------------------------------------- |
| 18 marca 1988                       | Bieg indywidualny (15 km)           | Marija Manołowa                                              | Anne Elvebakk                                                 | Elin Kristiansen                               |
| 19 marca 1988                       | Sprint (7,5 km)                     | Helga Øvsthus                                                | Cwetana Krastewa                                              | Marija Manołowa                                |
| 20 marca 1988                       | Sztafeta (3 × 7,5 km)               | Norwegia Synnøve Thoresen · Elin Kristiansen · Helga Øvsthus | Bułgaria Cwetana Krastewa · Iwa Szkodrewa · Nadeżda Aleksiewa | RFN Martina Stede · Inga Kesper · Petra Schaaf |

### Klasyfikacje
| Miejsce | Zawodniczka       | Punkty |
| ------- | ----------------- | ------ |
| 1.      | Anne Elvebakk     | 202    |
| 2.      | Elin Kristiansen  | 195    |
| 3.      | Nadeżda Aleksiewa | 178    |
| 4.      | Petra Schaaf      | 174    |
| 5.      | Iwa Szkodrewa     | 170    |
| 6.      | Marija Manołowa   | 156    |
| 7.      | Cwetana Krastewa  | 153    |
| 8.      | Helga Øvsthus     | 137    |
| 9.      | Martina Stede     | 127    |
| 10.     | Véronique Claudel | 127    |

| Miejsce | Zawodniczka       | Punkty |
| ------- | ----------------- | ------ |
| 11.     | Dorina Pieper     | 125    |
| 12.     | Mona Bollerud     | 113    |
| 13.     | Inga Kesper       | 111    |
| 14.     | Marie-Pierre Baby | 107    |
| 15.     | Synnøve Thoresen  | 105    |
| 16.     | Eva Korpela       | 103    |
| 17.     | Tuija Vuoksiala   | 101    |
| 18.     | Sabiene Karlsson  | 95     |
| 19.     | Patrice Jankowski | 86     |
| 20.     | Seija Hyytiäinen  | 79     |